# Nachhaltige Initiative
Die Nachhaltige Initiative (schwedisch Hållbart initiativ, Abkürzung Hi) ist eine politische Partei, die in der autonomen finnischen Provinz Åland aktiv ist. Mit ihrem Programm verfolgt sie das Ziel, die Gesellschaft Ålands nach den Prinzipien der Nachhaltigkeit, Ökologie und Klimaneutralität umzubilden.

## Geschichte
Die Nachhaltige Initiative wurde 2014 als Wahlliste für die Parlamentswahl in Åland 2015 gegründet, erreichte mit 111 Stimmen bzw. 0,8 Prozent jedoch als einzige Wahlliste kein Mandat im Lagting. Im Vorfeld der folgenden Parlamentswahl 2019 wurde die Nachhaltige Initiative am 17. Juni 2019 als Partei gegründet. Bei der Wahl im Oktober konnte sie mit einem Zuwachs von 7,5 Prozent einen großen Erfolg verzeichnen. Die erreichten 8,3 Prozent der Stimmen sorgten für zwei Sitze im neuen Lagting. Der Erfolg der Partei lässt sich im Zusammenhang mit dem Erfolg anderer grüner Parteien – zum Beispiel mit dem Erfolg von Bündnis 90/Die Grünen bei der Europawahl in Deutschland 2019 – im Jahr 2019 und Fridays for Future sehen.

## Programmatik
Die Nachhaltige Initiative verfolgt klassische Ziele grüner Parteien. Dazu gehören insbesondere Klimaschutz und Umweltschutz, um zum einen die Erderwärmung zu verhindern und die Umwelt sauber zu halten beziehungsweise die Biodiversität zu erhalten. Die Nachhaltige Initiative möchte vor allem, dass Åland als gutes Beispiel in der Klimaschutzpolitik vorangeht, sodass daraufhin möglichst viele Länder folgen. Ein weiteres wichtiges Anliegen der Partei ist das Sauberhalten der Åland umgebenden Ostsee.
Um die Ziele der Nachhaltigkeit umzusetzen, setzt die Partei auf den besonderen Status Ålands als Provinz mit großer Autonomie. Dieser Status ermöglicht es der Politik, die relativ kleine Provinz effektiv nachhaltig umzubilden, da der Lagting in allen relevanten Bereichen die Hoheit besitzt, Gesetze zur nachhaltigen Umbildung Ålands zu erlassen. Somit nutzt die Autonomie der Nachhaltigen Initiative, indem sie der åländischen Politik alle Befugnisse gibt, Åland unabhängig von Finnland nach eigenen Vorstellungen zu verändern. Darüber hinaus setzt die Nachhaltige Initiative auch auf eine dezentrale Wirtschaftsentwicklung Ålands. Möglichst viele Produkte sollen auf Åland selbst hergestellt werden, damit sich die Inselgruppe möglichst autark versorgt und Transportwege eingespart bleiben. Somit werden auch in diesem Bereich die Möglichkeiten der Autonomie genutzt, um die Wirtschaftspolitik im eigenen kleinen Rahmen Ålands zu steuern.
Neben der Umwelt- und Klimapolitik vertritt die Partei auch eine soziale Komponente, die auf den Zusammenhalt der Gesellschaft ausgerichtet ist und erreichen will, dass auch die abgelegenen Inseln der Åländer Schären gut erreichbar und integriert werden. Daneben spricht sich die Nachhaltige Initiative auch für einen Bürokratieabbau und die Förderung eines nachhaltigen Unternehmertums aus, wodurch sie neben grün-sozialen auch grün-liberale Positionen vereint.

## Wahlergebnisse
| Jahr | Wahl                | Stimmen | Stimmenanteil | Sitze |
| ---- | ------------------- | ------- | ------------- | ----- |
| 2015 | Parlamentswahl 2015 | 0.111   | 0,8 %         | 0/30  |
| 2019 | Parlamentswahl 2019 | 1.182   | 8,33 %        | 2/30  |
| 2023 | Parlamentswahl 2023 | 0.720   | 5,13 %        | 1/30  |